# トッロ
トッロ（イタリア語: Tollo）は、イタリア共和国アブルッツォ州キエーティ県にある、人口約4,100人の基礎自治体（コムーネ）。

## 地理

### 位置・広がり

#### 隣接コムーネ
隣接するコムーネは以下の通り。
カノーザ・サンニータ、 クレッキオ、 ジュリアーノ・テアティーノ、 ミリアーニコ、 オルトーナ

## 行政

### 分離集落
トッロには、以下の分離集落（フラツィオーネ）がある。
- Colle, Colle Cavalieri, Colle della Signora, Colle Secco, Motrino, Macchie, Piano Mozzone, Pedine, Sabatiniello, San Pietro, Santa Lucia, Venna